# William Coddington
William Coddington (* um 1601 in Marston, England; † 1. November 1678 in Newport, Rhode Island) war ein englischer Jurist und Politiker. Er fungierte als Vizegouverneur und Gouverneur der Colony of Rhode Island and Providence Plantations.

## England und Massachusetts Bay Colony

### Frühe Jahre
William Coddington, wahrscheinlich der Sohn von Margaret und Robert Coddington, wurde in der Regierungszeit von Elisabeth I. in der Grafschaft Lincolnshire geboren. Sein mutmaßlicher Vater war ein wohlhabender Yeoman. Der junge Coddington besaß in Rhode Island ein Siegelring mit den Initialen R.C., wahrscheinlich von seinem Vater. Seine Ausbildungsstätte ist nicht bekannt. Er muss aber eine gute Ausbildung genossen haben, was durch seine Korrespondenz und seine beträchtliche Beherrschung des englischen Rechts aufgezeigt wurde. Als junger Mann heiratete er um 1626 seine erste Ehefrau Mary. Es besteht die Vermutung, dass es sich dabei um Mary Burt handelte, da Coddington seine Cousine Burt einmal in einem Brief erwähnte. Das Paar bekam zwei Söhne, welche in der St. Botolph’s Church in Boston (Lincolnshire) getauft wurden. Die beiden Söhne verstarben aber in der Kindheit und wurden dann auf dem Gelände derselben Kirche begraben. Im Jahr seiner Heirat, 1626, umging der König von England, Karl I., das Parlament durch die Erhebung einer Zwangsanleihe, um neue Geldmittel zu beschaffen. Coddington war einer von vielen Puritanern, die sich weigerten diese königliche Anleihe zu bezahlen. Sein Name stand im folgenden Winter auf einer entsprechenden Liste.
Am 18. März 1629/1630 wurde Coddington zu einem Massachusetts Bay Assistant (Magistraten) gewählt, während er sich noch in England aufhielt. Im Folgemonat segelte er mit der Winthrop Flotte nach Neuengland. Seine erste Ehefrau verstarb während des ersten Winters in Massachusetts. Er kehrte 1631 an Bord der Lion nach England zurück, wo er die nächsten zwei Jahre verblieb. Während dieser Zeit heiratete er seine zweite Ehefrau Mary Moseley in Terling (Essex), welche ihn 1633 nach Neuengland begleitete. Sie ließen sich im Sommer in Boston nieder.
Coddington war ein führender Händler in Boston. In der Folgezeit erbaute er dort das erste Backsteinhaus. Er wurde jedes Jahr von seiner Ankunft in Neuengland an bis 1637 zum Assistant (Magistraten) gewählt. Zwischen 1634 und 1636 war er Treasurer in der Kolonie und 1637 Abgeordneter für Boston. Er fungierte 1634 als Stadtrat in Boston und diente in den Jahren 1636 und 1637 in mehreren Ausschüssen, welche Grundstücksgeschäfte beaufsichtigten.

### Anabaptisten-Kontroverse
Als Mitglied der Gemeinde von Boston konnte er der Ankunft von einem der bekanntesten puritanischen Geistlichen, John Cotton, beiwohnen, der 1633 in der Kolonie ankam. Die beiden Männer waren seit ihrer Zeit in England Freunde. In einem Brief von 1630 arrangierte Cotton, dass ein Fass von Mehl an Coddington gesandt wurde, welcher sich zu jener Zeit in Salem aufhielt. Cotton trat eine Stelle als Geistlicher in der Gemeinde von Boston an. Er stieß dabei zu dem bereits anwesenden Geistlichen John Wilson hinzu. Zwischen den beiden Geistlichen herrschte ein theologischer Unterschied. Anne Hutchinson, eine theologisch scharfsinnige Hebamme, die ein Ohr für viele Frauen in der Kolonie hatte, unterstützte Cotton offen und verurteilte die theologischen Ansichten von Wilson sowie der anderen Geistlichen in der Kolonie. Die unterschiedlichen religiösen Auffassungen führten schließlich zu öffentlichen Debatten. Als Folge davon kam es zu der sogenannten Anabaptisten-Kontroverse, die aber in der jüngsten Zeit auch als Free Grace Controversy bezeichnet wird. Viele Gemeindemitglieder von Boston fanden das Moralgesetz von Wilson und seine Doktrin „evidencing justification by sanctification“ (Werkbund) als unangenehm. Hutchinson erzählte ihren Anhängern, dass Wilson „the seal of the Spirit“ fehlt. Die theologischen Ansichten von Wilson stimmten mit denen aller anderen Geistlicher in der Kolonie überein bis auf Cotton, welcher „the inevitability of God's will“ (Gnadenbund) betonnte im Gegensatz zum Preparationismus (Werkbund). Die Gemeindemitglieder von Boston, alle bis auf fünf, welche Hutchinsons Ansichten unterstützten, folgten Cotton. Daher begannen sie die Predigten von Wilson zu stören. In diesem Zusammenhang suchten sie sogar Entschuldigungen, um zu gehen, als Wilson aufstand, um zu predigen oder zu beten.
Im Mai 1636 erhielten die Bostoner einen neuen Verbündeten, als Reverend John Wheelwright aus England ankam und sich sofort mit Cotton, Hutchinson und anderen Free Grace Advocates abstimmte. Einen weiteren Impuls für die Befürworter der Free Grace Theologie kam im selben Monat, als der junge Aristokrat Henry Vane zum Kolonialgouverneur gewählt wurde. Vane war ein starker Unterstützer von Hutchinson, hatte aber auch seine eigenen theologischen Vorstellungen, die nicht nur als unorthodox, sondern radikal galten.
Als die Anabaptisten-Kontroverse ihren Anfang nahm, wurde Coddington von den Freemen der Kolonie zum Magistraten gewählt. Wie viele Gemeindemitglieder von Boston stellte er sich direkt auf die Seite der Free Grace Befürworter. Ende 1636 war die theologische Spaltung so groß geworden, so dass das General Court einen Fastentag einberief, um bei der Lösung der kolonialen Differenzen zu helfen. Während des einberufenen Fastentages, 19. Januar 1637, hielt Wheelwright am Nachmittag die Predigt vor der Gemeinde von Boston. Für die puritanischen Geistlichen war die Predigt „censurable and incited mischief.“ Während die kolonialen Geistlichen durch die Predigt beleidigt wurden, waren die Free Grace Befürworter ermutigt. Sie wurden in ihrem Widerstand gegen die offiziellen Geistlichen immer lauter. Nicht nur Kolonialgouverneur Vane begann die Lehren der kolonialen Geistlichen herauszufordern, sondern auch die Unterstützer von Hutchinson weigerten sich während des Pequot-Krieges von 1637 zu dienen, da Wilson der Kaplan des Feldzugs war. Die Geistlichen waren besorgt, dass der deutliche Widerstand von Hutchinson und ihren Unterstützern den „Puritan's holy experiment“ zu bedrohen begann.
Bereits März 1637 begann sich die politische Stimmung gegen die Free Grace Befürworter zu drehen. Wheelwright wurde in diesem Monat für seine Predigt am Fastentag wegen Missachtung und Aufruhr vor Gericht gestellt und in einer knappen Abstimmung verurteilt, aber nicht bestraft. Bei den Parlamentswahlen im Mai 1637 wurde John Winthrop zum neuen Kolonialgouverneur gewählt und löste Henry Vane im Amt ab. Daneben wurde Coddington und alle anderen Magistraten in Boston durch die Freemen in der Kolonie abgewählt, welche Hutchinson und Wheelwright unterstützten. Coddington wurde danach durch die Town Boston zum Abgeordneten gewählt. Im Sommer 1637 segelte Vane zurück nach England und kehrte nie mehr zurück. Mit seiner Abreise war die Zeit reif für die orthodoxe Gruppierung mit dem Rest ihrer Free Grace Rivalen zu verhandeln. Die aggressiven Kampfansagen der Free Grace Befürworter ließen die Kolonie in einem Zustand der Uneinigkeit. Winthrop realisierte folgendes:

„two so opposite parties could not contain in the same body, without apparent hazard of ruin to the whole“

Daher entschied er sich für ein hartes Vorgehen, unterstützt durch die Mehrheit der Kolonisten. Die Wahlen im Oktober 1637 brachten sogar noch mehr Veränderungen, mit einem großen Wechsel der Abgeordneten am General Court. Im Gegensatz zu dem Rest der Kolonie wurde Boston weiterhin durch starke Free Grace Befürworter vertreten. Coddington war einer der drei Abgeordneten.

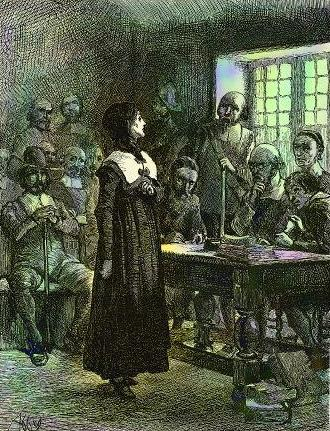
Edwin Austin Abbey: Anne Hutchinson vor dem Tribunal

Das Herbstgericht, welches am 2. November 1637 einberufen wurde, verurteilte Wheelwright. Er wurde verbannt und sollte die Kolonie innerhalb von 14 Tagen verlassen. Mehrere andere Unterstützer von Hutchinson und Wheelwright wurden ebenfalls verurteilt. Man verhängte verschiedene Urteile. Anne Hutchinson sollte die nächste sein. Am 7. November 1637 kam sie vor Gericht. Den Vorsitz hatte Kolonialgouverneur Winthrop. Sie wurde angeklagt der „traducing [slandering] the ministers“ und anderer Anklagepunkte. Einer der Abgeordneten von Boston wurde entlassen, so dass die Town nur noch von zwei Abgeordneten vor Gericht vertreten wurde und zwar Coddington und einem anderen Abgeordneten. Der Prozess dauerte zwei Tage lang. Coddington coachte Hutchinson wahrscheinlich am Ende des ersten Tages in Rechtsfragen. Während des ersten Tages verlief es gut für Hutchinson, wohingegen sie es am zweiten Tag für die Ankläger deutlich einfacher machte. Sie drohte dem Gericht mit einem eigenen Gerichtsverfahren. Außerdem behauptete sie die Quelle ihrer Inspiration göttliche Offenbarungen wären und drohte dem Gericht mit der Verhängung eines Fluches. Die Fassungslosigkeit des Gerichts führte zu einer sofortigen Verurteilung. Cotton versuchte zu Hutchinsons Verteidigung zu kommen, aber er wurde von den Magistraten verfolgt, bis Whinthrop die Befragung absagte. Bei der Abstimmung betreffend der Verurteilung zur Verbannung sprachen sich nur Coddington und der andere verbliebene Abgeordnete von Boston dagegen aus. Winthrop verlas das Urteil:

„Mrs. Hutchinson, the sentence of the court you hear is that you are banished from out of our jurisdiction as being a woman not fit for our society, and are to be imprisoned till the court shall send you away.“

Coddington war sehr unzufrieden mit dem Ablauf der Verhandlung, stand auf und gab folgendes von sich:

„I do not see any clear witness against her, and you know it is a rule of the court that no man may be a judge and an accuser too. I would entreat you to consider whether those things which you have alleged against her deserve such censure as you are about to pass, be it to banishment or imprisonment. I beseech you: do not speak so as to force things along, for I do not, for my own part, see any equity in the court in all your proceedings. Here is no law of God that she hath broken nor any law of the country that she hath broke, and therefore deserve no censure.“

Seine Worte wurden ignoriert. Das Gericht wollte sie verurteilen, konnte aber das Verfahren nicht fortsetzten bis einige der Geistlichen gesprochen hatten. Drei wurden vereidigt und jeder von ihnen sagte gegen Hutchinson aus. Winthrop verbannte sie schließlich. Hutchinson focht die Legitimität des Urteils an und sagte:

„I desire to know wherefore I am banished.“

Winthrop erwiderte nur folgendes:

„The court knows wherefore and is satisfied.“

Innerhalb einer Wochen nach der Verurteilung von Hutchinson wurden weitere Unterstützer von ihr vor Gericht gestellt und ihnen das Wahlrecht entzogen. Die Constables wurden damals innerhalb der ganzen Kolonie von Tür zu Tür gesandt, um diejenigen zu entwaffnen, welche eine Petition zur Unterstützung von Wheelwright unterzeichnet hatten. Innerhalb von zehn Tagen wurden diese Personen angewiesen:

„all such guns, pistols, swords, powder, shot, & match as they shall be owners of, or have in their custody, upon paine of ten pound[s] for every default.“

Eine große Anzahl von ihnen unterzeichnete dann eine Petition, da sie mit dem Verlust ihres Schutzes und in einigen Fällen der Lebensgrundlage konfrontiert waren. Sie widerriefen unter Druck und gestanden mit der Unterzeichnung der Petition ihren Fehler ein. Diejenigen, welche sich weigerten zu widerrufen, litten Not und verließen in vielen Fällen die Kolonie.

## Colony of Rhode Island and Providence Plantations

### Neuanfang
Coddington, der immer noch wütend über die Ungerechtigkeit der jüngsten Verhandlungen war, begann Pläne für seine eigene Zukunft zu machen in Absprache mit anderen Betroffenen durch die Gerichtsurteile. Er pflegte weiterhin gute Beziehungen zu Winthrop und beriet sich mit ihm über die Möglichkeit die Massachusetts Bay Colony in Frieden zu verlassen. Winthrop war angespornt und machte mit anderen Magistraten den Weg dafür frei. Unsicher wohin sie gehen sollten, kontaktierte einige der Männer Roger Williams, welcher ihnen vorschlug Land von den Ureinwohnern zu erwerben entlang der Narragansett Bay in der Nähe seiner Siedlung Providence. Am 7. März 1638 versammelte sich eine Gruppe von Männern in Haus von Coddington und setzten einen Vertrag auf. Dieser Gruppe gehörten mehrere der stärksten Unterstützer von Hutchinson und Wheelwright an. Dazu gehörten Männer, welchen das Wahlrecht entzogen wurde, die entwaffnet wurden, die exkommuniziert wurden oder verbannt wurden. Ihre Namen waren: John Coggeshall, William Dyer, William Aspinwall, John Porter, Philip Sherman, Henry Bull und mehrere Mitglieder von Hutchinsons Familie. Einige, die nicht direkt von den Ereignissen betroffen waren, wurden auch angesprochen. Zu ihnen gehörten Randall Holden sowie der Arzt und Theologe John Clarke. Insgesamt unterzeichnete eine Gruppe von 23 Personen das Dokument, welches dazu bestimmt war ein „Bodie Politick“ zu bilden auf Grundlage von christlichen Prinzipien. Der Name von Coddington erscheint das erste Mal auf dem Folgedokument, welches als Portsmouth Compact bekannt ist. Die Unterzeichner wählten Coddington zum Richter, der ihr Anführer oder Gouverneur sein sollte. Nach dem Erwerb der vorgeschlagenen Landes von Roger Williams gründeten sie ihre eigene Kolonie auf Aquidneck Island, welches später als Rhode Island benannt wurde. Sie nannten ihre Siedlung Pocasset, welche später zu Portsmouth umbenannt wurde.
Innerhalb eines Jahres nach der Gründung der Siedlung kam es zu Meinungsverschiedenheiten unter den Anführern. Coddington zog daraufhin mit drei Ältesten und anderen Einwohnern an die Südspitze der Insel, wo sie die Town Newport gründeten. 1640 schlossen sich die zwei Towns Portsmouth und Newport zusammen. In diesem Zusammenhang wurde die Benennung von Chief Officer zum Gouverneur geändert. Daraufhin wurde Coddington zum ersten Kolonialgouverneur gewählt. Die beiden Inselstädte wuchsen und gediehen in einem viel größeren Maße als die Siedlungen Providence und das neu gegründete Shawomet (heute Warwick) auf dem Festland. Roger Williams, der eine Vereinigung aller vier Siedlungen an der Narragansett Bay anstrebte, ging nach England, um ein Patent für alle vier Towns unter einer Regierung zu erhalten. Williams war erfolgreich in seinen Bestrebungen und erhielt das entsprechende Dokument am 14. März 1644. (Das Dokument ist auf den 14. März 1643 datiert, da zu jener Zeit England und die englischen Kolonien den Julianischen Kalender verwendeten. Das der 14. März vor Ostern lag, war es nach dem Gregorianischen Kalender 1644, aber nach dem Julianischen Kalender 1643. Besonders hervorzuheben ist die Tatsache, dass dieses Dokument, obwohl es auf den 14. März 1643 datiert wurde, auf ein früheres Dokument verwaiste, welches auf den 2. November 1643 datiert war. Dieses Paradoxon wird durch die Tatsache erklärt, dass bei dem Old Style Julian Calendar, der damals verwendet wurde, das Jahr nicht mit dem 1. Januar begann, sondern stattdessen mit Ostern.) Die Gründungsurkunde, welche die Gruppe von Williams erhielt, wurde von England nach Neuengland gebracht und den Abgeordneten der vier Towns Ende 1644 vorgelegt.
Coddington war gegen das Patent von Williams. Als Chief Magistrate der Insel hatte er eine gut organisierte und völlig eingerichtete Regierung, die wenig gemeinsam hatte mit den unorganisierten, widersprechenden Elementen von Providence. Nach seiner Auffassung wurden die Inselstädte durch das Patent von 1643/1644 in eine staatsbürgerliche Union mit einer anderen Klasse von Einwohnern mit geringerer Bildung, Vermögen oder Recht und Ordnung gebracht. Aufgrund dessen ignorierten die Inselstädte das Patent von 1643/1644. Daher benannte die General Assembly der zwei Towns am 13. April 1644 Aquidneck Island zu Isle of Rhodes oder Rhode Island um. Coddington war so unzufrieden über die Vereinigung mit den Festlandstädten, so dass er im August 1644 ein Brief an Kolonialgouverneur John Winthrop in Massachusetts schrieb und ließ ihn wissen, dass er eher ein Bündnis mit Massachusetts oder Plymouth eingehen würde als mit Providence. Nichts davon trat aber ein. Coddington leistete bis 1647 Widerstand betreffend der Vereinigung mit Providence, als Abgeordnete der vier Towns sich schließlich trafen und das Williams’ Patent von 1643 annahmen. Dies war auch das Jahr, indem Coddingtons zweite Ehefrau Mary in Newport verstarb.
Im Mai 1648, als sich das General Court (später die General Assembly) in Providence traft, wurde Coddington zum Präsidenten der ganzen Kolonie gewählt. Er nahm nicht an der Sitzung teil, wahrscheinlich weil er das Patent nicht unterstützte, noch wollte er den Anschein erwecken. Anklagepunkte wurden daraufhin gegen ihn erhoben, obwohl die Art dieser nicht dokumentiert wurde. Er wurde schließlich durch Jeremiah Clarke als Kolonialgouverneur abgelöst. Das Patent von 1643 erschuf kaum mehr als eine Konföderation von unabhängigen Regierungen. Im September 1648 stellte Coddington den Antrag auf Aufnahme der zwei Inselstädte in die New England Confederation. Die folgende Antwort ließ ihn wissen, dass sich die Insel der Regierung der Plymouth Colony unterwerfen müsste, damit das Gesuch berücksichtigt wird. Dies war für Coddington inakzeptabel, da er die koloniale Unabhängigkeit der beiden Inselstädte wahren wollte. Sie hatten eine gut organisierte Regierung, in welcher zivile und religiöse Freiheit klar definiert und in vollem Umfang anerkannt waren. Diese Freiheiten wären in einer Regierung unter Plymouth verloren gegangen.

### Coddington-Kommission
Durch die bestehende Situation verärgert, entschied sich Coddington nach England zu gehen und seinen Fall den Colonial Commissioners in London zu schildern. Er überließ seine Farm und Geschäftsinteressen einem Verwalter und ging auf eine Mission zur Rettung seiner Inselkolonie, welcher er einen Großteil seines Vermögens und Arbeit widmete. Bei seiner Ankunft in England fand er das Land inmitten eines Bürgerkrieges wieder. Daher hat es gedauert, bis er einen Termin bei der entsprechenden Stelle erhielt. Er traf sich schließlich mit seinem alten Freund und Genossen von der Regierung in Boston, Sir Henry Vane. Vane half Roger Williams sein Patent zu erhalten. Nun sollte er Coddington bei seiner weiteren Vorgehensweise beraten. Kolonialgouverneur Josiah Winslow von der Plymouth Colony hielt sich zu jener Zeit auch in London auf und erhob für seine Kolonie Ansprüche auf die zwei Inselstädte.
Am 6. März 1650 reichte Coddington sein Gesuch für eine unabhängige Kolonialregierung auf Aquidneck Island ein, frei von den Ansprüchen von Plymouth und der Union mit Providence. Ein Jahr später, im April 1651, erhielt Coddington vom Council of State of England die Kommission für eine eigenständige Regierung auf Aquidneck Island und der kleinen Nachbarinsel Conanicut (später Jamestown) mit ihm als Kolonialgouverneur. Vane gab seine Zustimmung dazu. Dadurch wurde das Patent aufgehoben, welches Roger Williams mehrere Jahre zuvor erhielt. Coddington wurde von Vane als ein weiser und erfolgreicher Chief Magistrate wahrgenommen. Ihm wurde daher gestattet in seiner neuen Funktion als Kolonialgouverneur für eine unbestimmte Zeit zu dienen. Seine Regierung sollte aus einem Rat aus sechs Männern bestehen, die durch eine Volksabstimmung von den Freemen gewählt wurden.
Coddington verbrachte beinahe drei Jahre in England. Während dieser Zeit traf und heiratete er Anne Brinley. Sie war die Tochter von Thomas Brinley und Schwester von Francis Brinley, welcher sich 1652 in Newport niederließ und ein großes Gebäude erbaute, welches später die White Horse Tavern wurde. Im August 1651 kehrte Coddington nach Aquidneck Island zurück. Henry Bull aus Newport sagte, dass Coddington bei seiner Rückkehr aus England willkommen geheißen wurde und dass die Mehrheit der Leute ihn als Kolonialgouverneur akzeptierte.
Mit seiner neuen Kommission versuchte Coddington erneut erfolglos, dass Aquidneck Island in die New England Confederation aufgenommen wird, welche aus den Kolonien Massachusetts, Plymouth, Connecticut und New Haven bestand. Viele Schriftsteller und Historiker, vor allem diejenigen, welche mit den Siedlern von Providence und Warwick sympathisierten, einschließlich Samuel G. Arnold, sahen Coddingtons Kommission und seinen Wunsch in die Konföderation aufgenommen zu werden als Verrat an. Der Historiker Thomas W. Bicknell fand hingegen Coddingtons Handlungen völlig gerechtfertigt. Nach seiner Auffassung wollte Roger Williams die erfolgreiche Inselregierung von Coddington mit dem Patent von 1643 an sich reißen. Coddington war nach Bicknell der Chief Magistrate einer blühenden Insel mit beinahe 1.000 Einwohnern, während die Gesamtbevölkerung von Providence und Warwick um die 200 Einwohner betrug. Roger Williams ging 1643 nach London ohne Ankündigung oder Instruktionen. Im September 1644 kehrte er mit einem Patent für die Kolonie zurück, ohne Kenntnis oder Zustimmung der Inselbevölkerung. Die Inselregierung wehrte sich bis 1647 mehrere Jahre lang gegen das Patent, als sie schließlich nachgab und mit der Festlandregierung zusammengefügt wurde.

### Widerruf der Kommission
Aus Gründen, welche nicht ganz klar aus den Aufzeichnungen hervorgehen, geriet Coddington bald in Kritik. In diesem Zusammenhang äußerte Dr. John Clarke seine Opposition gegen den Inselgouverneur. Er und William Dyer wurden daraufhin als Bevollmächtigte nach England gesandt. Sie sollten ihre Unzufriedenheit mit Coddingtons Kommission vermelden und dafür sorgen, dass diese Coddington entzogen werden sollte. Gleichzeitig wurde Roger Williams durch die Festlandstädte Providence und Warwick auf eine ähnliche Mission geschickt. Die drei Männer segelten im November 1651 nach England. Wegen der damaligen Feindseligkeiten zwischen England und Holland konnten die Männer nicht vom Council of State on New England bis April 1652 empfangen werden. Ob wahr oder nicht, Coddington wurde beschuldigt sich auf die Seite der Holländer betreffen des Kolonialhandels gestellt zu haben und im Oktober 1652 wurde seine Kommission für die Inselregierung widerrufen. Dyer war derjenige, welcher im Februar 1653 nach Rhode Island zurückkehrte und die Kunde über die Wiedereinsetzung von Williams’ Patent von 1643/1644 überbrachte. Die Wiedervereinigung der Kolonie sollte im Frühjahr 1653 vonstattengehen, aber die Festlandkommissare weigerten sich auf die Insel zu kommen, so dass die Abspaltung der Insel vom Festland um ein Jahr verlängert wurde. Während dieser Übergangszeit wurde John Sanford zum Kolonialgouverneur der Inselstädte gewählt, während Gregory Dexter Präsident der Festlandstädte wurde.
Der entmachtete Coddington zog sich aus dem öffentlichen Leben zurück und ging seinen Geschäften nach. Die vier Städte schlossen sich schließlich 1654 zusammen und Nicholas Easton wurde zum Präsidenten gewählt. Eine ordentliche Gerichtswahl fand im September 1654 statt und Roger Williams wurde zum Präsidenten der geeinten Kolonie gewählt – eine Funktion, welche er beinahe drei Jahre lang innehatte. Im Laufe der Zeit bekleidete Coddington auch eine kurze Zeit lang ein öffentliches Amt. Er wurde Newport Commissioner on the General Court of Trials. Ein Ausschuss wurde eingesetzt, um Coddingtons Anspruch auf einen Sitz zu untersuchen. In diesem Zusammenhang wurde ein Brief an den Council of State in England gesandt, um eine vollständige Auflistung aller eingereichten Beschwerden gegen ihn zu bekommen. Die Rückantwort rehabilitierte Coddington vollständig. Eine Untersuchung zu Hause in Newport sprach ihn von allen Anklagen frei, welche gegen ihn vorlagen. Schließlich legte Coddington im März 1656 folgenden Amtseid ab:

„I William Coddington doe hereby submit to ye authoritie of His Highness in this Colonie as it is now united, and that with all my heart.“

### Späte Jahre

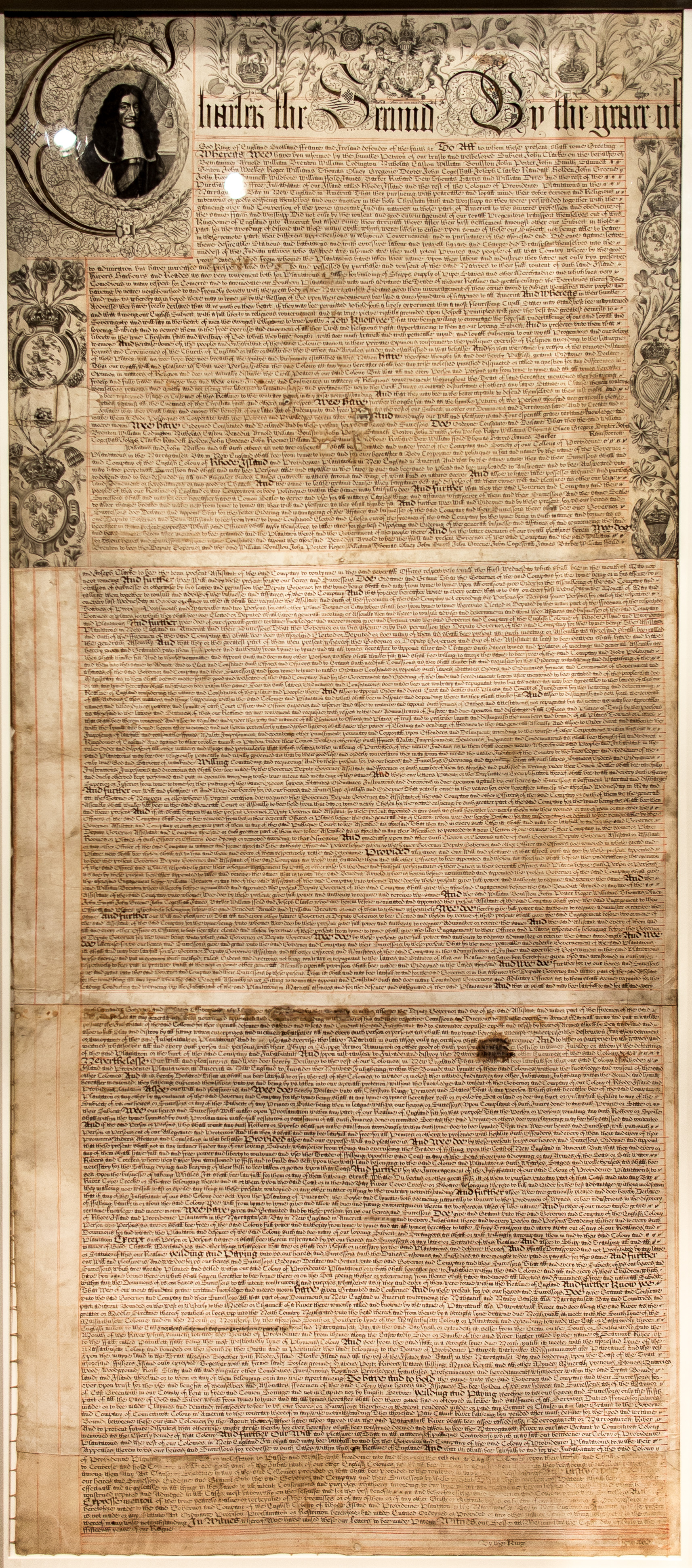
Coddington war einer der prominenten Bürger, welcher in der Königlichen Satzung von 1663 erwähnt wurde.

Irgendwann in den frühen 1660er Jahren schloss sich Kolonialgouverneur Nicholas Easton und viele andere prominente Bürger der Religious Society of Friends an, besser bekannt als Quäkertum. Im März 1665 sandte Coddington ein Schreiben an die Newport Kommissare betreffend Quäker-Angelegenheiten.
In den folgenden zwei Dekaden nach dem Widerruf seiner Kommission bekleidete Coddington kein öffentliches Amt. Er gehörte aber weiterhin zu den einflussreichsten Bürgern in der Kolonie. Sein Name erscheint in der königlichen Satzung von 1663. Im Mai 1673 trat er dann den Posten als Vizegouverneur unter Kolonialgouverneur Nicholas Easton an. Bei den Parlamentswahlen, welche ein Jahr später stattfanden, wurde er zum Kolonialgouverneur gewählt. John Easton, Sohn von Nicholas Easton, war damals Vizegouverneur unter ihm. Wenig ereignisreiches fand während der Administration von Coddington statt, mit Ausnahme des Abschlusses des Friedensvertrags zwischen England und Holland. Ferner wurde das Township Kingston im Narragansett Country gegründet und als siebte Town in die Kolonie aufgenommen.
Im Mai 1675 wurden bei den Parlamentswahlen dieselben Beamten in der Kolonie gewählt. Diese wurden damit beauftragt die verwendeten Gewichte und Maße mit den englischen Standards in Einklang zu bringen. Während einer ruhigen Phase in dieser Administration kam es zu einem Vorfall, welcher der Auftakt des folgenden Indianerkrieges war und die Folgejahre überschattete. Im Juni 1675 verübten Indianer ein Massaker in Swansea (Massachusetts), welches die Kolonien völlig überraschte. Der King Philip’s War war das verheerendste Ereignis in der Kolonie von Rhode Island vor dem Unabhängigkeitskrieg. Die Festlandsiedlungen Warwick und Pawtuxet wurden während des Krieges völlig zerstört und ein Großteil von Providence lag ebenfalls in Trümmern. Die Inselstädte Newport und Portsmouth blieben infolge einer Flotte von bewaffneten Schiffen verschont.
Bei den Parlamentswahlen von 1676 wurde Walter Clarke zum Kolonialgouverneur gewählt. In seiner Administration ging der Krieg zu Ende. Allerdings war die Erfahrung der Ältesten in der Kolonie noch vonnöten. Daher wurde 1677 Benedict Arnold zum Kolonialgouverneur gewählt und nach dessen Tod ein Jahr später Coddington zu seiner letzten Amtszeit als Kolonialgouverneur. Coddington bekleidete den Posten nur wenige Monate lang. Er verstarb Anfang November 1678.

## Tod und Familie
Coddington verstarb am 1. November 1678 und wurde dann auf dem Coddington Cemetery (Rhode Island Historic Cemetery, Newport Nr. 9) an der Farewell Street in Newport beigesetzt, wo auch mehrere andere Kolonialgouverneure beerdigt wurden. An seiner Grabstätte steht immer noch der Originalgrabstein. Außerdem wurde dort ein großes Denkmal zum 200. Jahrestag der Gründung von Newport errichtet. Sein ältester Sohn aus seiner dritten Ehe, William Coddington junior, bekleidete von 1683 bis 1685 zwei Amtszeiten lang das Amt des Kolonialgouverneurs. Sein Sohn Nathaniel war mit Susanna Hutchinson verheiratet, der Tochter von Edward Hutchinson sowie Enkelin von Anne und William Hutchinson. Seine Tochter Mary heiratete Peleg Sanford, welcher von 1680 bis 1683 Kolonialgouverneur war. Er war der Sohn des früheren Kolonialgouverneurs John Sanford und seiner zweiten Ehefrau Bridget Hutchinson sowie Enkel von Anne und William Hutchinson. William Coddington, Sohn von Nathaniel Coddington und Enkel des hier betrachteten William Coddington, heiratete Content Arnold, Tochter von Mary Turner und Benedict Arnold sowie Enkelin von Kolonialgouverneur Benedict Arnold.

## Trivia
Coddington war in der Regel anderer Meinung als Roger Williams, welcher ihn mehrere Jahre nach der Gründung von Portsmouth (1638) in einem Brief folgendermaßen beschrieb:

„... a worldly man, a selfish man, nothing for public, but all for himself and private ...“

Während der scharfen Kritik an Coddington für den Erhalt seiner Kommission für Aquidneck Island sagte der Rhode Island Historiker und Vizegouverneur Samuel G. Arnold folgendes über ihn:

„He was a man of vigorous intellect, of strong passions, earnest in whatever he understood, and self-reliant in all his actions.“

Der Historiker Thomas W. Bicknell schrieb:

„... he rose to the achievement of a great personal and political victory, when foes became friends, his policy of statecraft vindicated, and Rhode Island Colony on Aquidneck assumed the position for which he had so stoutly contended and so shamefully suffered.“

## Ehrungen
Ein Hafen, eine Straße, ein Friedhof und ein Apartmentkomplex in Newport wurden zu seinen Ehren nach ihm benannt sowie ein Restaurant, das Coddington Brewery, in Middletown (Rhode Island).